# Rebelión Científica
Rebelión Científica es un grupo ambientalista de científicos internacionales que hace campaña por el decrecimiento, la justicia climática y una mitigación más eficaz del cambio climático. Es una organización hermana de Extinction Rebellion.
Es una red de académicos que trata de crear conciencia a través de la desobediencia civil no violenta.

## Acciones
El grupo se estableció alrededor de marzo de 2021. Rebelión Científica llevó a cabo varias protestas durante la COP26. El 6 de noviembre de 2021, activistas bloquearon el puente George V en Glasgow. En abril de 2022 el grupo organizó un bloqueo de carreteras en Berlín en protesta contra la extracción de petróleo en el Mar del Norte.

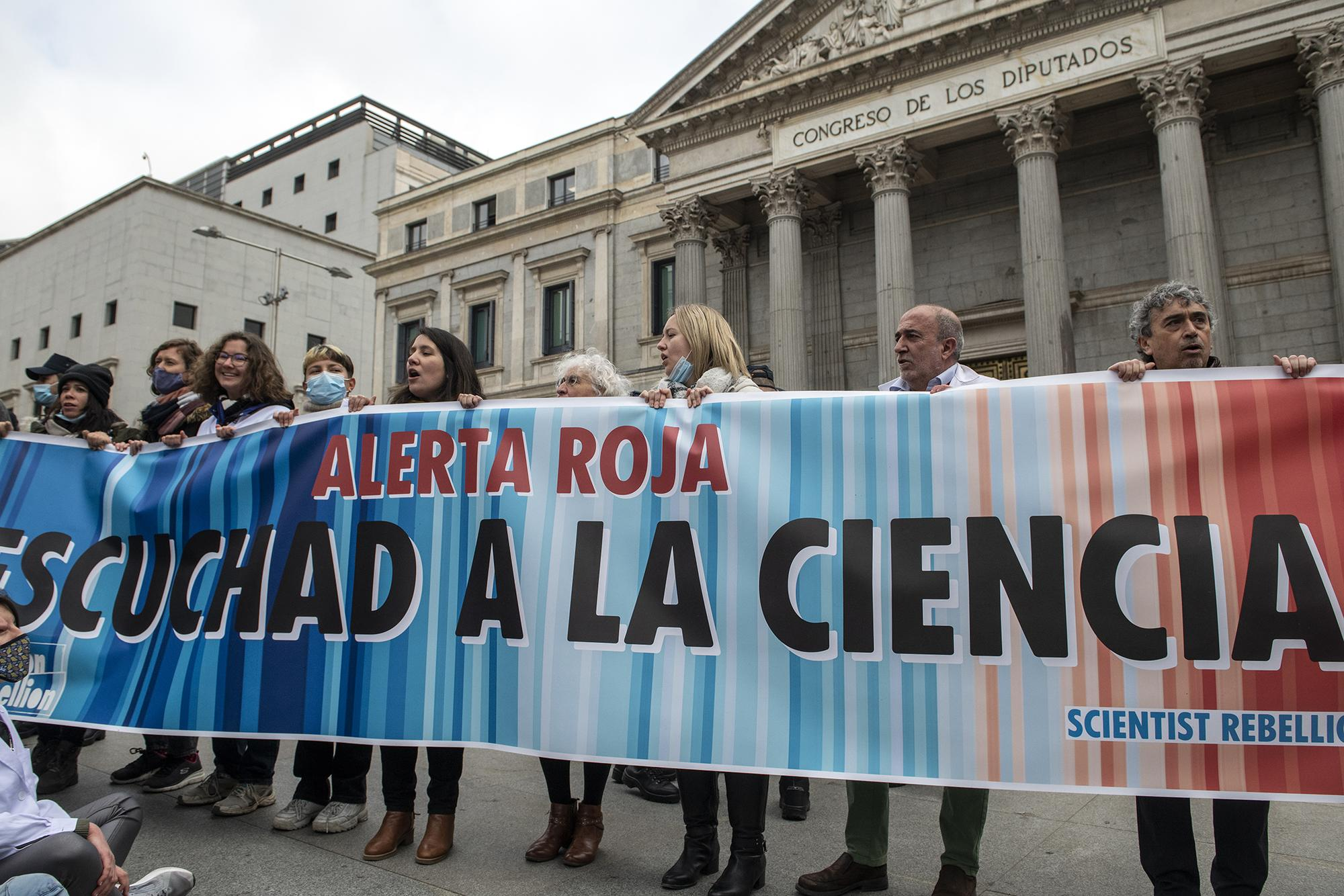
Rebelión Científica tiñe de rojo el Congreso de los Diputados en España el 6 de abril de 2022

En agosto de 2021, el grupo filtró partes de la contribución prefinal del Grupo de Trabajo III al Sexto Informe de Evaluación (AR6) antes de la aprobación intergubernamental.
El 6 de abril de 2022 lanzaron agua teñida de remolacha, simulando que era sangre, contra el Congreso de los Diputados el 6 de abril del año pasado para concienciar contra la crisis climática.

## Debate e impacto
Varios investigadores afiliados al movimiento (seis en total) han abogado por la desobediencia civil por parte de sus colegas en un comentario detrás de un muro de pago, con la hipótesis de que esto puede causar cambios netos significativos a favor del clima en la opinión pública debido al "potencial de atravesar la miríada complejidades y confusión" en el público, recibiendo una cobertura sustancial por parte de los medios de comunicación basados en texto en línea.